# Разбојени-Четате (Алба)
Разбојени-Четате (рум. Războieni-Cetate) насеље је у Румунији у округу Алба у општини Окна Муреш. Oпштина се налази на надморској висини од 257 m.

## Становништво
Према подацима из 2002. године у насељу је живело 1536 становника.

### Попис2002.
| Расподела становништва по националности 2002.‍ | Расподела становништва по националности 2002.‍ | Расподела становништва по националности 2002.‍ | Расподела становништва по националности 2002.‍ | Расподела становништва по националности 2002.‍ |
| --------------------------------------------- | --------------------------------------------- | --------------------------------------------- | --------------------------------------------- | --------------------------------------------- |
|                                               |                                               |                                               |                                               |                                               |
| Румуни                                        | Румуни                                        |                                               | 1.430                                         | 93,2%                                         |
| Мађари                                        | Мађари                                        |                                               | 91                                            | 5,9%                                          |
| Роми                                          | Роми                                          |                                               | 13                                            | 0,8%                                          |